# Graciela Stéfani
Graciela Stefani (12 mai 1960 - ) est une actrice de télévision et de cinéma argentine.

## Filmographie
| Année | Film                      | Rôle                              | Notes |
| ----- | ------------------------- | --------------------------------- | ----- |
| 1984  | Lucía Bonelli             | Dora                              |       |
| 1985  | Mujer comprada            | Susa                              |       |
| 1995  | Montaña Rusa, Otra Vuelta | Jennifer                          |       |
| 1995  | Chiquititas               | Jolie femme                       |       |
| 1997  | Señoras y Señores         | Raquel                            |       |
| 1998  | Gasoleros                 | Rita                              |       |
| 1998  | Casa Natal                | Patricia                          |       |
| 1999  | Libre-mente               | Tula                              |       |
| 2001  | El Sodero de mi Vida      | Inés                              |       |
| 2003  | Malandras                 | Agustina                          |       |
| 2003  | Soy Gitano                | María Julía Gavilán 'La Gavilana' |       |
| 2004  | Floricienta               | Malala Torres-Oviedo de Santillán |       |
| 2004  | La Ley del Amor           | Elena                             |       |
| 2007  | Terapias Alternativas     | Alicia                            |       |
| 2008  | Una de Dos                | Lidia                             |       |
| 2008  | Don Juan y Su Bella Dama  | Jolie                             |       |